# The Big Picture (film)
The Big Picture is een Amerikaanse film uit 1989 van regisseur Christopher Guest met in de hoofdrol Kevin Bacon. 
Het is een satirische komedie over een student aan de filmacademie, die een prijs wint met een korte film. Hij mag nu zijn droomfilm gaan maken, maar merkt al snel dat het goud van Hollywood niet voor niets klatergoud wordt genoemd.

## Verhaal
Nick Chapman is de meest briljante student van de filmacademie. Zeker in de ogen van zijn vriendin, de studente architectuur Susan Rawlings en zijn beste vriend Emmet. Chapman doet met een korte film mee aan het studentenfestival van het National Film Institute en wint. Het lijkt alsof de filmwereld aan zijn voeten ligt. Hij trekt de aandacht van filmagent Neil Sussman en het staflid van een grote filmstudio, Allen Habel. De studio is bereid een film van Chapman te financieren. De voormalige filmstudent heeft grote plannen. Hij wil, heel kunstzinnig, een film opnemen in zwart-wit, een drama vol karakterontwikkeling over twee mannen en twee vrouwen die opgesloten zitten in een buitenhuis tijdens een sneeuwstorm. Getrouw aan een eerder gedane afspraak wil Nick zijn vriend Emmet inhuren als cameraman. Voordat de opnamen echter beginnen, wordt Chapman al gemanipuleerd door de studio die streng toezicht houdt op het budget en het nieuwe talent. Zo regelt Habel dat zijn vriendinnetje Gretchen de hoofdrol krijgt, terwijl men eist dat Emmet moet wijken voor een andere, meer bekende cameraman. Er wordt constant aan scenario gesleuteld en Nick doet de ene toezegging na de andere om maar zijn film te kunnen maken. De studio wil bijvoorbeeld geen echtparen van middelbare leeftijd inzetten, maar eist jongere acteurs. Op zeker moment eisen ze zelfs dat de vrouwen een lesbische verhouding krijgen omdat films met een lesbisch thema op dat moment goed in de markt liggen. Steeds meer raakt Nick af van zijn oorspronkelijke ideaal. Hij laat de eis van zwart-wit vallen en Emmet ruimt het veld. Zijn vriendin Susan, die hem al die tijd gesteund heeft, is het volgende slachtoffer. Ze verlaat hem, boos over de voortdurende concessies die Nick doet. Chapman is gevallen voor de verleiding van Hollywood, en het klatergoud van Tinseltown. Uiteindelijk komt hij weer tot zijn zinnen en met behulp van Lydia, een van zijn ex-klasgenoten op de filmacademie, weet hij terug te keren tot de basis. Hij maakt zijn film weer zoals hij het wil, met Emmet achter de camera en met Susan weer aan zijn zijde.

## Rolverdeling
| Acteur               | Personage      |
| -------------------- | -------------- |
| Kevin Bacon          | Nick Chapman   |
| Emily Longstreth     | Susan Rawlings |
| Michael McKean       | Emmet Sumner   |
| J.T. Walsh           | Allen Habel    |
| Jennifer Jason Leigh | Lydia Johnson  |
| Teri Hatcher         | Gretchen       |
| Martin Short         | Neil Sussman   |

## Achtergrond
Christopher Guest, acteur in onder andere The Long Riders en The Princess Bride, maakte met deze film zijn regiedebuut. The Big Picture is een satire op het lege Hollywoodwereldje. Films zijn geld, worden gemaakt voor geld en wie een flop maakt, kan vertrekken. Wie artistieke ideeën heeft, mag die alleen uitvoeren als ze geld in het laatje brengen. Vriendschap is onbelangrijk, alleen connecties tellen. Loyaliteit is voor sukkels en wie niet naar de studio luisteren wil, verdwijnt in de vergetelheid. Nick Chapman zit vol idealen en is bereid alles te geven voor zijn eerste film. Hij rekent er alleen niet op dat zijn bazen letterlijk alles eisen. Het is alsof de filmmaker zijn ziel aan de duivel moet verkopen.